# André Stempfel
André Stempfel est un peintre français né en 1930 à Villeurbanne de père suisse (Fribourg).

## Biographie
Très jeune, André Stempfel s’initie à la peinture auprès d’une académie lyonnaise dirigée par un disciple d’Albert Gleizes.
En 1958, il arrive à Paris et fréquente l’Académie de la Grande Chaumière où il élabore lentement, en un cheminement solitaire, un style personnel.
Les formes se simplifient, les couleurs se raréfient pour aboutir aujourd’hui à un jaune unique.
Depuis 1970, date à laquelle un incendie détruit complètement son atelier, une partie de son activité s’oriente vers des commandes publiques et des installations dans des espaces urbains.
De 1980 à 1997 il participe au groupe MADI dont il devient vice président.
Son œuvre se situe entre art construit et art concret. Cette œuvre s'est exprimée à la fois en peinture, en sculpture en installations et dans la réalisation monumentales dans l'architecture.

## Expositions personnelles et collectives
- 1980 à 1985 : Stempfel présente des installations de grande envergure au salon de la « jeune sculpture » ainsi qu’au centre culturel de Brétigny et au C.N.A.P. à Paris.

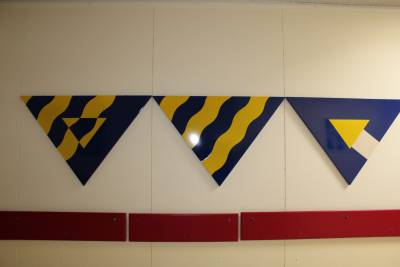
1982 - Eléments colorés en fer émaillés

- 1982 - Eléments colorés en fer émaillés1982 : Réception des œuvres pour le collège Georges Brassens à Pont Evêque[2]
- 1989 : Présentation au musée de Villeurbanne d’une grande œuvre « morceau choisi » (collection du F.N.A.C.)
- 1992 : Présentation dans le hall de la D.A.P. avenue de l’Opéra de : « ligne hors texte » (collection du F.N.A.C.)
- 1997 : Plusieurs expositions en Espagne : Galerie Charpa à Valencia – Museo Nacional Reina Sophia à Madrid - Musée de Badajoz
- 1998 : Stempfel est présenté dans plusieurs galeries japonaises à Osaka, Nichinomiya, Fukuoka
- Achat du Hira Muséum à Shiga
- Achat du centre Pompidou : « surface au ralenti » (lithographies)
- 1999 :l’Espace Valles Grenoble et la galerie Florence Arnaud à Paris
- Depuis 2000 : Une série de 4 sculptures (peintures sur socles) collection du F.N.A.C., est présentée au musée de Grenoble
- Exposition personnelle en 2002,2005 et 2008 à la galerie Lahumière qui le présente dans les foires internationales : Cologne, Bâle, etc.
- et dans divers musées.
- 2012 : exposition personnelle galerie San Carlo à Milan qui publie un livre avec un texte de Thierry Dufrêne
- mai 2013 : exposition personnelle galerie Lahumière Paris
- 2014 : exposition personnelle , médiathèque Odyssée , Dreux
- 2017 : galerie ArtLoft , Bruxelles
- 2018 : exposition personnelle , galerie Lahumière , Paris
- 2018 : exposition personnelle , galerie San Carlo , Milan
- 2018:  exposition collective galerie " Art Loft " Bruxelles
- 2021 : Art Rotterdam , galerie TMH
- 2022 : galerie Lahumière (avec Soto,Bury....... )
- 2023 : Rétrospective , The Merchant House , Amsterdam
- 2024 : exposition personnelle , galerie ABCD à Avignon
- 2025 : en Mai , galerie Lahumière